# Phialodes rufipennis
Phialodes rufipennis es una especie de coleóptero de la familia Attelabidae.

## Distribución geográfica
Habita en Japón, Corea y Rusia.